# Edgerton (Wisconsin)
Edgerton – miasto w Stanach Zjednoczonych, w stanie Wisconsin, w hrabstwie Rock.